# Mandy Burrekers
Mandy Burrekers (Amsterdam, 10 januari 1988) is een voormalige Nederlandse handbalster.
Burrekers maakte als keeperstalent van het Amsterdamse De Volewijckers in 2005 de overstap naar het Duitse TSG Ketsch. Na drie jaar toog ze naar Noorwegen om een seizoen lang het doel van Gjerpen Handbal te verdedigen. Daarna speelde ze vier jaar voor Frankfurter HC. Die club ging failliet, waarna ze in 2013 naar Dortmund kwam. Tussendoor speelde ze - zo schat ze zelf - rond de 25 interlands voor Oranje. Burrekers maakte de grote titeltoernooien mee, maar na het WK van 2011 in Brazilië stopte ze als international vanwege een verschil van inzicht met bondscoach Henk Groener en de bond. In haar vijfde seizoen bij Bundesligaclub BVB Dortmund kwam de 29-jarige Burrekers tot de trieste conclusie dat topsport niet meer voor haar is weggelegd. Ernstige problemen met haar heup zijn daarvan de oorzaak. Aan beide kanten van de heup loopt het bot op de kom te ver door. Tijdens haar periode bij Frankfurt aan de Oder is Burrekers succesvol aan de linkerheup geopereerd. In haar periode bij BVB Dortmund is ze tweemaal recht geopereerd. De eerste keer is er te weinig van het bot afgehaald. Na de tweede operatie werd duidelijk dat er te veel kraakbeenschade was. Tijdens haar periode bij BVB Dortmund, was ze tien uur per week via een clubsponsor werkzaam in een sportzaak in Dortmund.
Sportieve hoogtepunten van Burrekers waren promotie met Dortmund naar de Bundesliga en het spelen van de Final Four van de Duitse beker in 2015/2016.